# Анча (река)
А́нча — река в Якутии и Хабаровском крае, Россия, левый приток Аллах-Юни. Длина реки — 147 км (от истока Уначкана — 176 км), площадь водосборного бассейна — 4740 км².
Река вытекает из озера Дебелкит на высоте 958 м над уровня моря на севере Юдомо-Майского нагорья в северо-западной части Охотского района. На всём своём протяжении преимущественно течёт на юго-запад в межгорной долине. В верховьях — крупная наледь Хаймындя. Ниже по течению русло участками заболочено. Впадает в Аллах-Юнь слева на высоте 548 м над уровнем моря. Ширина русла в низовьях — 40-60 м при глубине 0,8-2 м, скорость течения — 2,1 м/с.

## Основные притоки
Указаны поименованные притоки длиной 30 км и более
| Название | Расстояние от устья | Длина | Положение |
| -------- | ------------------- | ----- | --------- |
| Уэмлях   | 12                  | 34    | левый     |
| Анчакан  | 38                  | 46    | левый     |
| Сетанья  | 59                  | 38    | правый    |
| Туликан  | 70                  | 41    | левый     |

## Данные водного реестра
По данным государственного водного реестра России и геоинформационной системы водохозяйственного районирования территории РФ, подготовленной Федеральным агентством водных ресурсов:
- Бассейновый округ — Ленский
- Речной бассейн — Лена
- Речной подбассейн — Алдан
- Водохозяйственный участок — Алдан от впадения реки Мая до впадения реки Амга

Код объекта в государственном водном реестре — 18030600712117300039374.